# Эренфельс (замок)
Эренфельс (нем. Burg Ehrenfels) — руины средневекового немецкого замка к западу от Рюдесхайм-ам-Райна в районе Рейнгау-Таунус в земле Гессен. Крепость находится на правом берегу Рейна на крутом склоне Рюдесхаймских гор, среди лучших виноградников в Германии. По своему типу относится к замкам на вершине. Из бывшего таможенного замка (общей площадью менее 600 квадратных метров) сохранилась внешняя стена высотой 4,6 метра с двумя угловыми башнями высотой по 33 метра, руины жилых зданий и ворот.

## История

### Ранний период

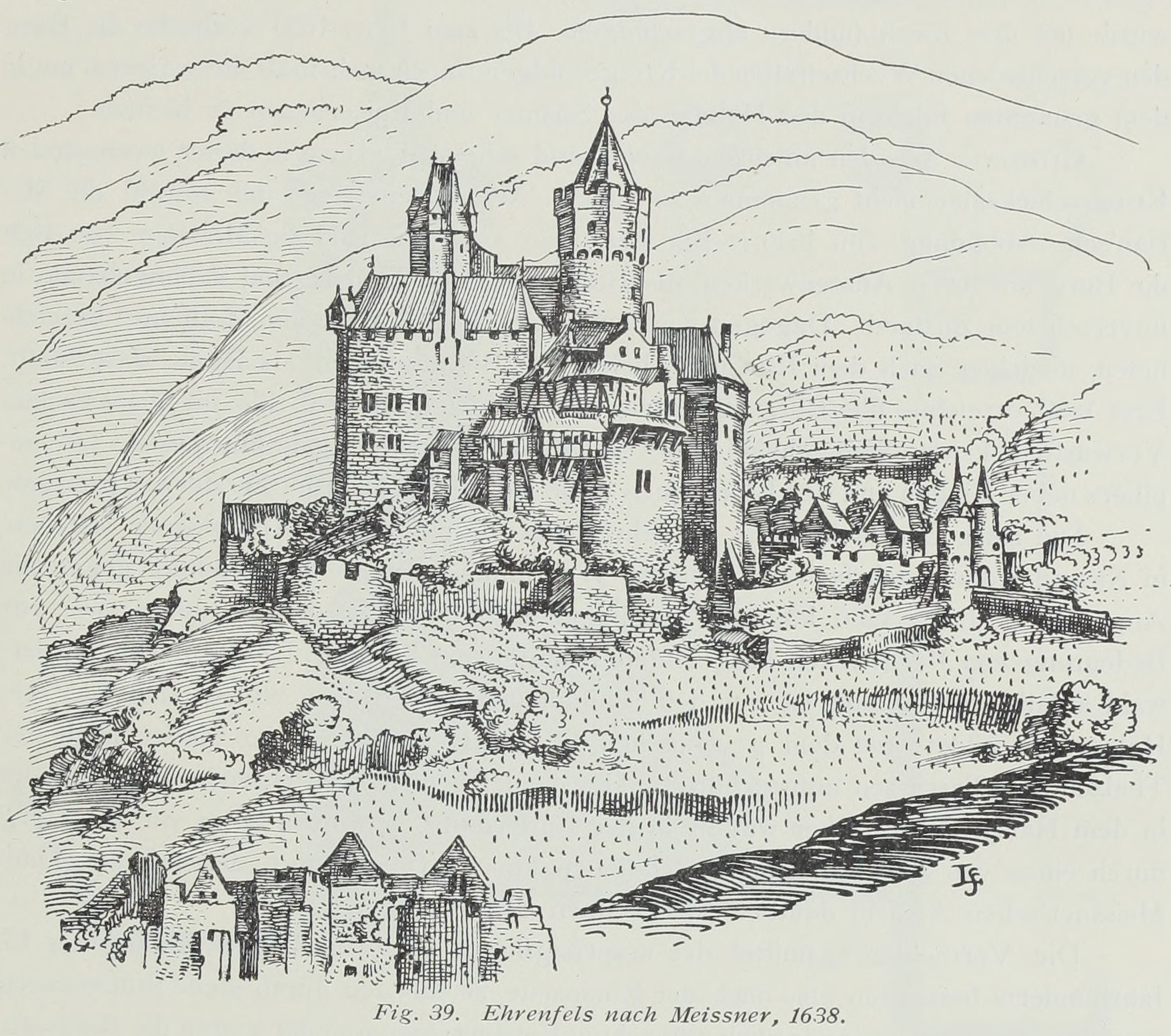
Предполагаемый вид замка в 1638 году на рисунке 1902 года

Во время конфликта между Филиппом Швабским и императором Священной Римской империи Оттоном IV архиепископство Майнца подверглось нападениям отрядов Рейнского пфальцграфа Генриха V. Вероятно в ответ на эти вторжения около 1211 года Филипп фон Боланден по заданию  архиепископа Зигфрида II фон Эппенштайна начал строить замок Эренфельс.
Хотя Филипп фон Боланден построил замок на свои средства, архиепископство Майнца заявило о претензиях на владение им после того, как Беатрикс, вдова Зигрфрида II фон Эппенштайна, вышла замуж за Дитрих фон Хайнсберга. В 1222 году замок был отобран у прежних владельцев по решению королевского суда в Майнце. Здесь в середине XIII века был размещён гарнизон и основан таможенный пост. Речная таможня, получившая название Мышиная башня, находилась совсем рядом на острове посреди Рейна.
В 1301 году началась Рейнская таможенная война между королём Альбрехтом I и архиепископом Майнца Герхардом II фон Эппенштайнном. После победы Альбрехта замок был передан на пять лет Готфриду фон Браунеку. В середине XIV века укрепления захватил Куно II фон Фалькенштайн, а в 1356 году замок вновь вернул под контроль Майнца архиепископ Герлах фон Нассау.
Во время Тридцатилетней войны замок несколько раз осаждался и не раз переходил из рук в руки.

### Упадок и разрушение
По поводу обстоятельств, которые привели к разрушению замка есть две версии. Одна из них гласит, что в 1636 году архиепископ Амшельм Казимир Вамбольт фон Умштадт приказал уничтожить укрепления, чтобы они не могли служить укрытием его врагам. Однако известно, что в 1689 году во время Войны Аугсбургсгой лиги крепость была разрушена армией французского маршала  Шалона дю Бле. 
Часть внешних стен замка снесли при создании новых виноградников. Руины были заброшены, а затем выставлены на продажу властями Майнца. 
В 1693 году остатки замка принадлежали графам фон Штадиона. С 1705 года собственником руин стал Иоганн Франц Себастьян фон Оштайн. Однако новые владельцы не смогли восстановить замок.

## Современное состояние
В настоящее время замок является собственностью земли Гессен.
Замок Эренфельс — один из участников фестиваля фейерверков «Огни Рейна», который проводится ежегодно. В этом празднике также задействованы замки Клопп, Райнштайн, Райхенштайн и др.

## Галерея

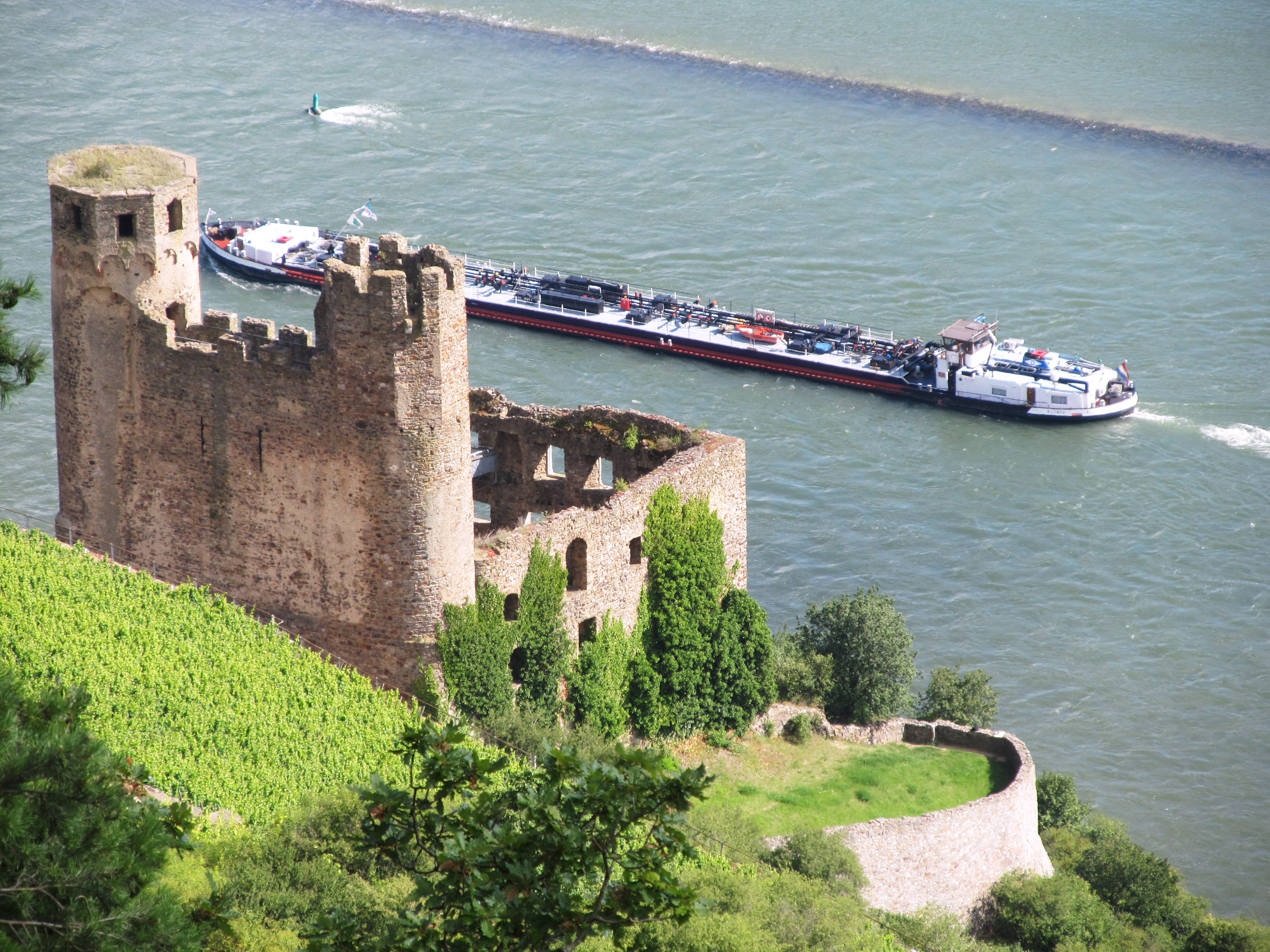
Вид замка с горы
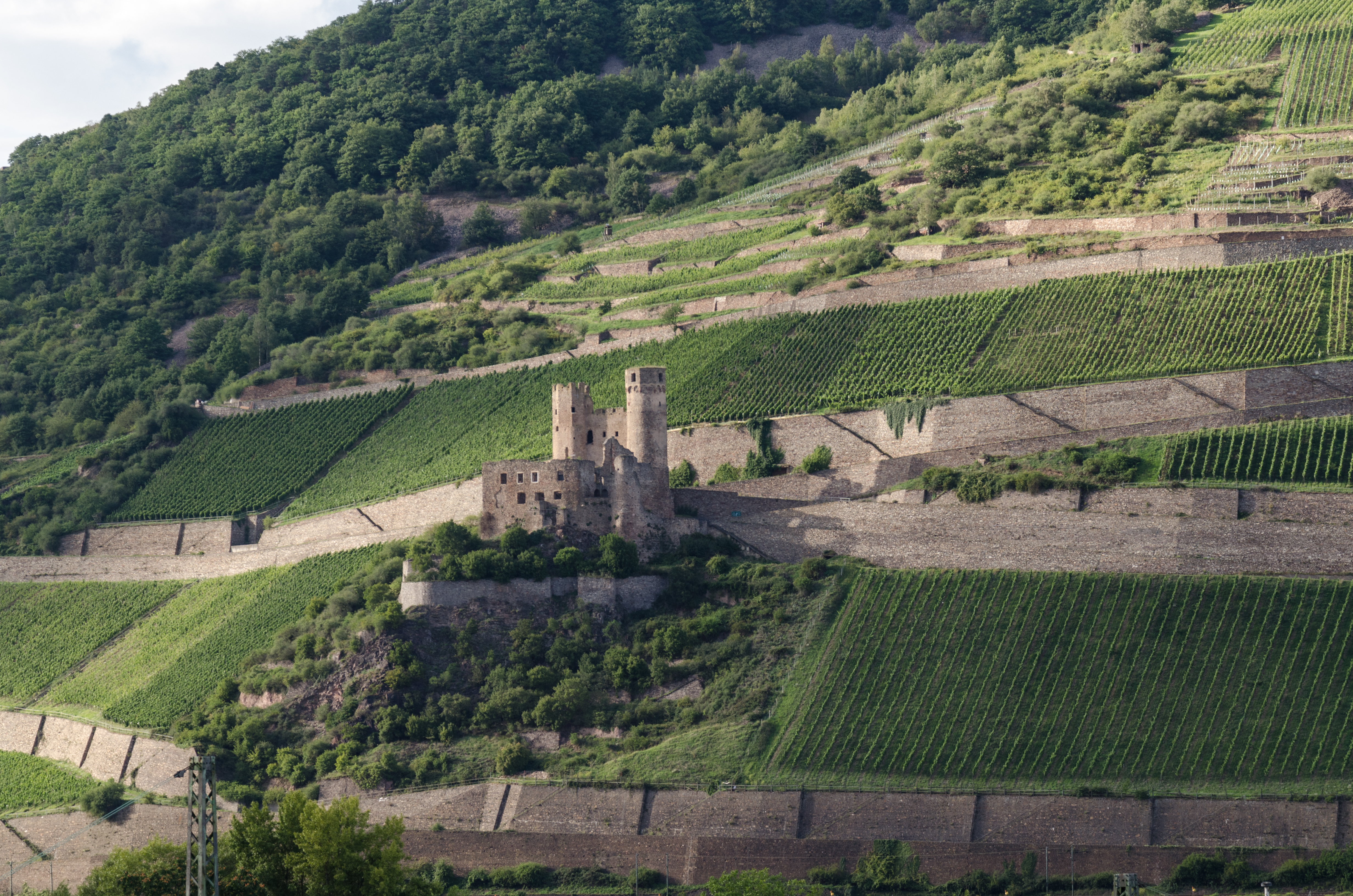
Вид замка на фоне виноградников
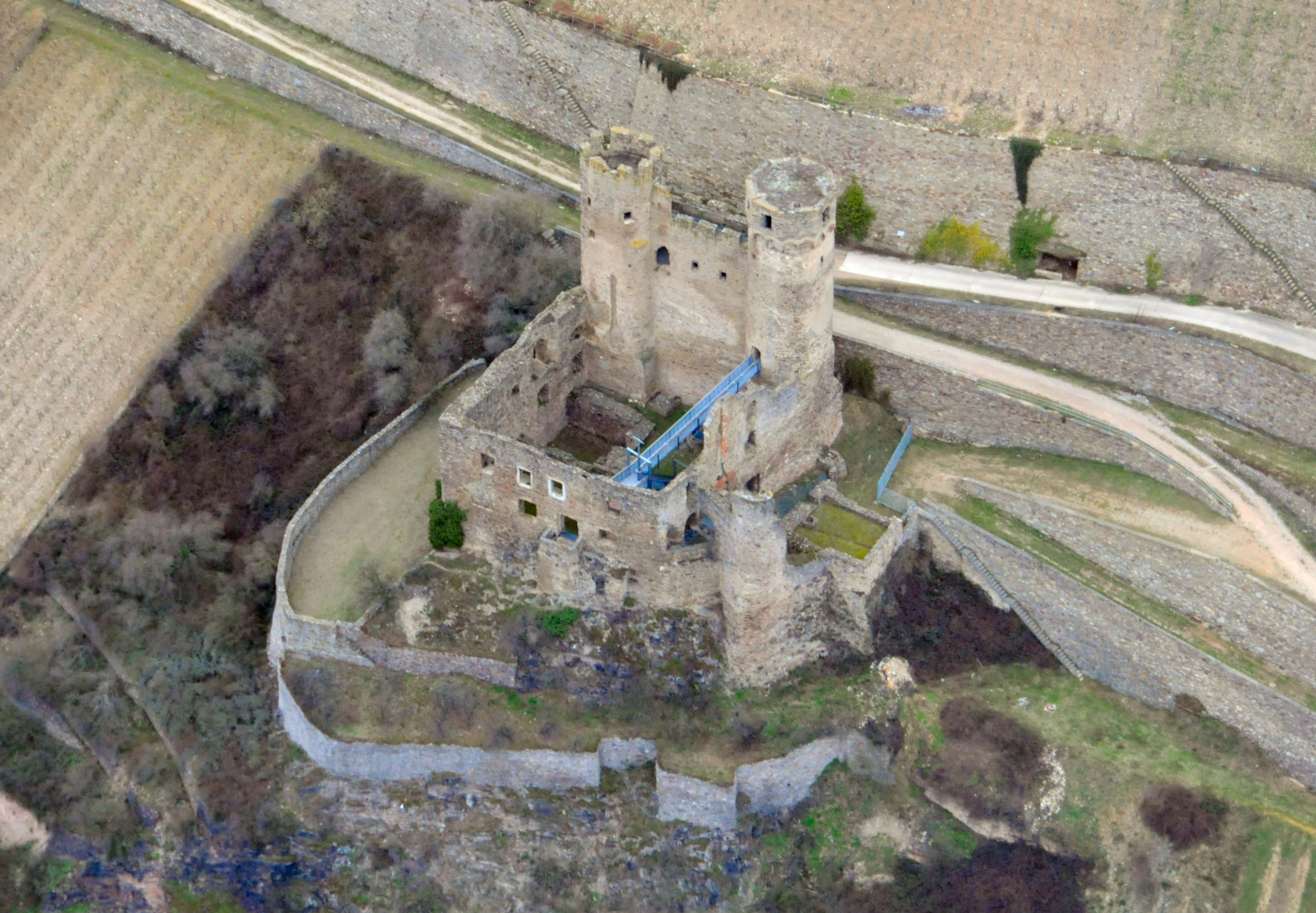
Вид замка с высоты птичьего полёта
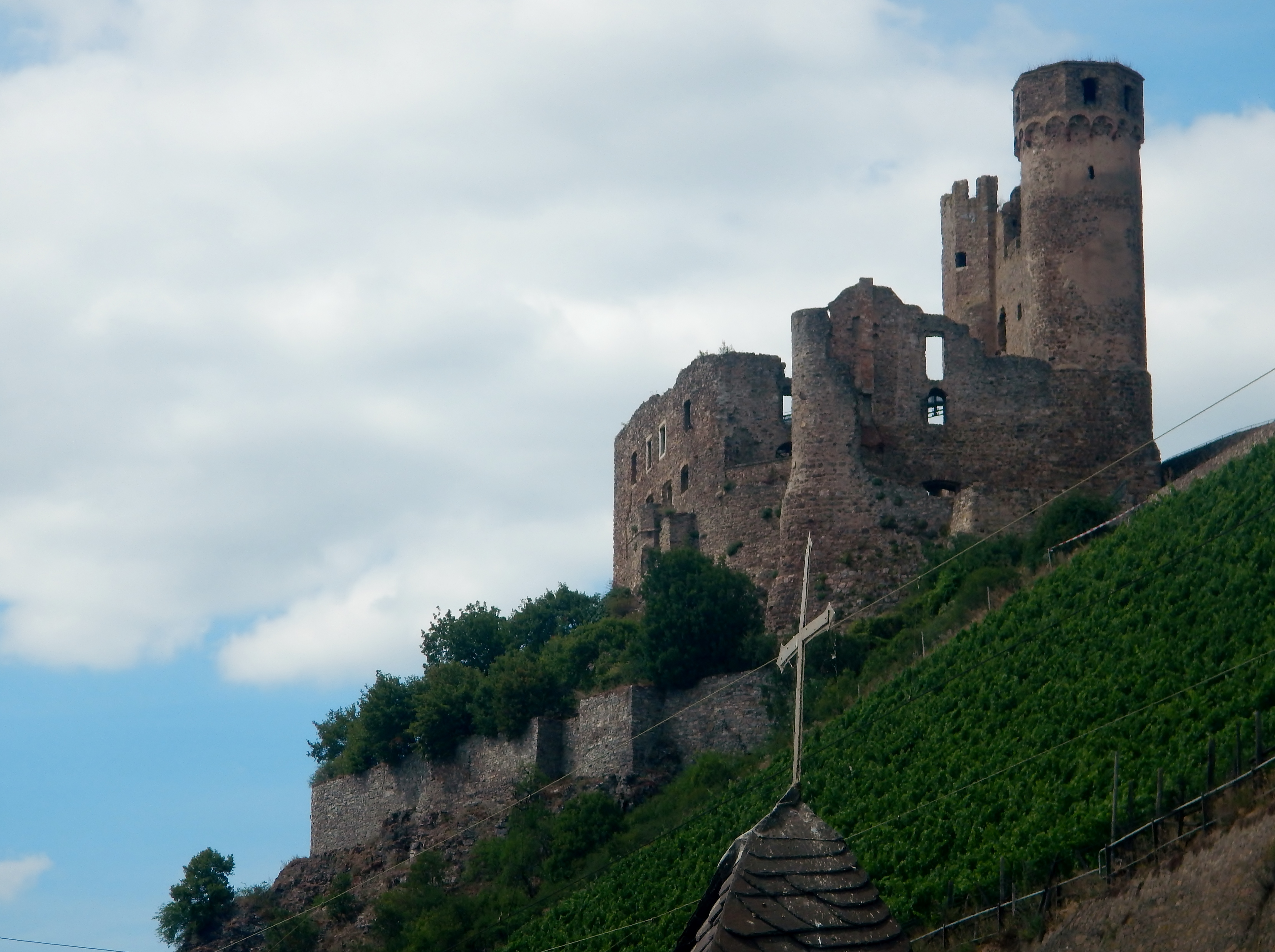
Вид замка снизу
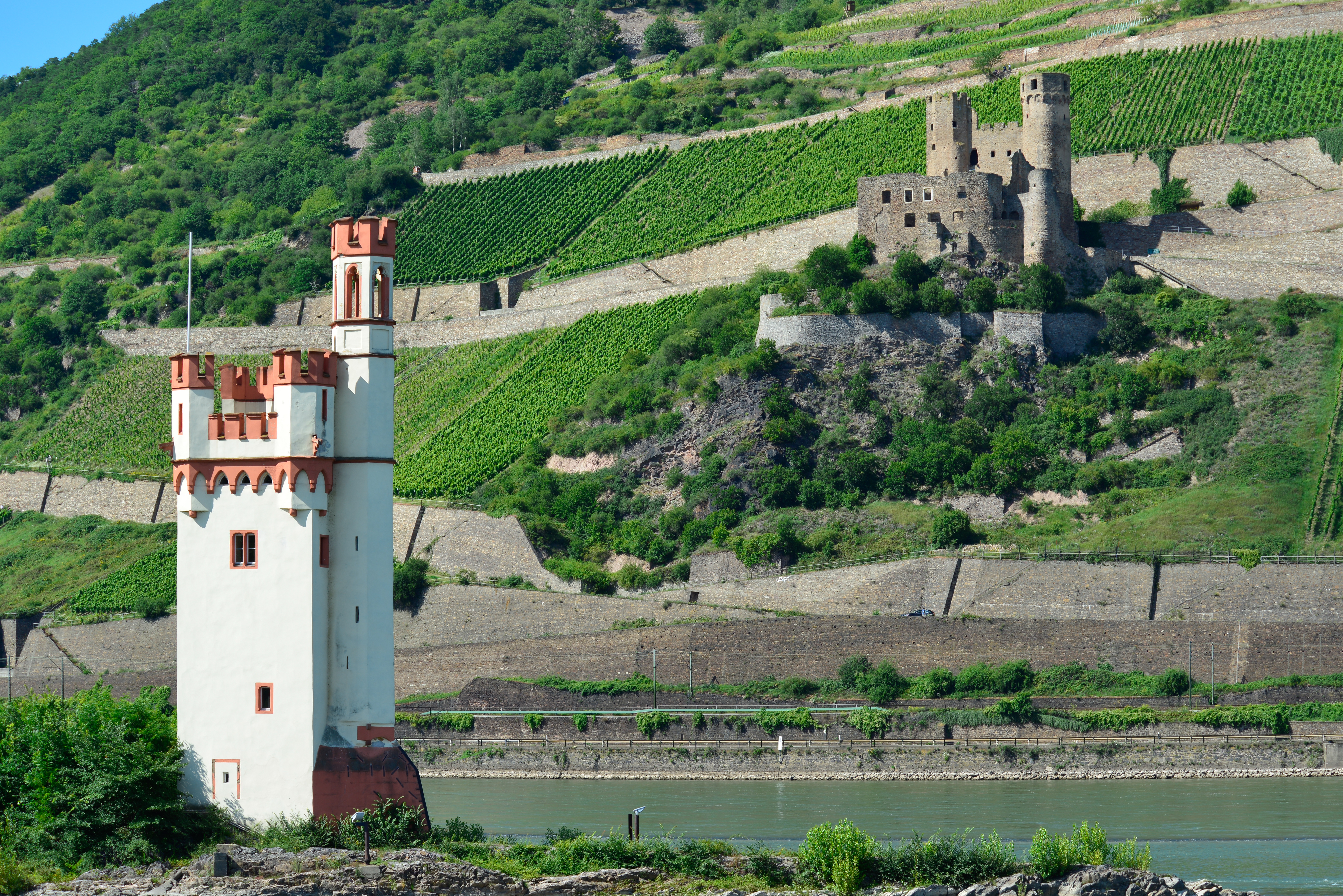
Вид замка Эренфельс со стороны Мышиной башни